# Quận Jasper, Illinois
Quận Jasper là một quận thuộc tiểu bang Illinois, Hoa Kỳ.
Quận này được đặt tên theo. Theo điều tra dân số của Cục điều tra dân số Hoa Kỳ năm 2000, quận có dân số người. Quận lỵ đóng ở.

## Địa lý
Theo Cục điều tra dân số Hoa Kỳ, quận có diện tích km2, trong đó có km2 là diện tích mặt nước.

## Thông tin nhân khẩu
Theo điều tra dân số 2 năm 2000, quận đã có dân số 10.117 người, 3.930 hộ gia đình, và 2.849 gia đình sống trong quận hạt. Mật độ dân số là 20 người trên một dặm Anh vuông (8/km ²). Có 4.294 đơn vị nhà ở với mật độ trung bình là 9 trên một dặm Anh vuông (3/km ²). Cơ cấu chủng tộc của dân cư sinh sống trong quận bao gồm 99,15% người da trắng, 0,08% da đen hay Mỹ gốc Phi, 0,07% người Mỹ bản xứ, 0,19% châu Á, Thái Bình Dương 0,02%, 0,19% từ các chủng tộc khác, và 0,31% từ hai hoặc nhiều chủng tộc. 0,47% dân số là người Hispanic hay Latino thuộc một chủng tộc nào. 49,2% là người gốc Đức, 16,5% người Mỹ, 9,7% người gốc Anh và 6,5% gốc Ailen theo điều tra dân số năm 2000. 99,3% nói tiếng Anh như ngôn ngữ đầu tiên của họ.
Có 3.930 hộ, trong đó 32,90% có trẻ em dưới 18 tuổi sống chung với họ, 62,30% là đôi vợ chồng sống với nhau, 7,00% có một chủ hộ nữ và không có chồng, và 27,50% là không lập gia đình. 24,70% hộ gia đình đã được tạo ra từ các cá nhân và 13,20% có người sống một mình 65 tuổi hoặc lớn hơn. Cỡ hộ trung bình là 2,55 và cỡ gia đình trung bình là 3,06 người.
Tháp tuổi dân cư sinh sống trong quận với tỷ lệ như sau: 25,90% dưới độ tuổi 18, 8,60% 18-24, 26,50% 25-44, 22,60% từ 45 đến 64, và 16,50% từ 65 tuổi trở lên người. Độ tuổi trung bình là 38 năm. Đối với mỗi 100 nữ có 97,60 nam giới. Đối với mỗi 100 nữ 18 tuổi trở lên, đã có 95,30 nam giới.
Thu nhập trung bình cho một hộ gia đình trong quận đã đạt mức USD 34.721, và thu nhập trung bình cho một gia đình là USD 43.547. Phái nam có thu nhập trung bình USD 30.131 so với 17.646 USD của phái nữ. Thu nhập bình quân đầu người đạt mức 16.649 USD. Có 8,50% gia đình và 9,90% dân số sống dưới mức nghèo khổ, bao gồm 15,40% những người dưới 18 tuổi và 10,10% của những người 65 tuổi hoặc hơn.